# Cyrtinus hispidus
Cyrtinus hispidus là một loài bọ cánh cứng trong họ Cerambycidae.